# Podražljivost
Podražljivost ili iritabilnost predstavlja svojstvo živčane stanice da na podražaj odgovara promjenom električnog potencijala, odnosno da odgovori na podražaj. Ubraja se među osnovna svojstva svih živih bića.
Pojam podražljivosti se u hrvatskom jeziku razlikuje se od razdražljivosti, koja u medicini predstavlja pretjeranu osjetljivost na podažaje, ali i jedan od ljudskih osjećaja.
Prag podražljivosti predstavlja najvišu ili najnižu graničnu vrijednosti na koju osjetilo može odgovoriti na podražaj. Tako postoje prag bola i prag čujnosti.